# Ardoileán
Ardoileán ou Ard Oileán, aussi connue sous son nom en anglais High Island, est une petite île située au large de la côte nord-ouest du Connemara, dans le comté de Galway, en Irlande. Elle abrite les ruines d'une communauté monastique médiévale. 

## Site médiéval
Ardoileán est une des trente îles situées au large de la côte ouest de l'Irlande, entre Inishtrahull et Clear Island, qui ont été colonisées par des ermites et des communautés monastiques au début de la période chrétienne. D'autres îles de ce type se trouvent à proximité immédiate d'Ardoiléan, notamment Clare, Chapel Island (en), Caher, Inishturk, Inishbofin et Inishark. Depuis le VIIe siècle, Ardoiléan a été le site d'un ancien monastère ou ermitage, réputé avoir été fondé par saint Féchín de Fore (mort en 665).
Au-dessus du débarcadère sud, près des vestiges du monastère, se trouve une dalle de croix chrétienne datant peut-être du VIIe siècle.

## Histoire récente
Entre 1969 et 1998, l'île est la propriété du poète irlandais Richard Murphy (en), qui résidait alors à Inishbofin. Dans ses mémoires personnelles publiées par Granta dans The Kick en 2002, Murphy se souvient de l'occasion qui s'est présentée lorsque l'ancien propriétaire a envisagé de vendre l'île : « Je me suis enthousiasmé à l'idée d'acheter cette île sacrée inaccessible, de restaurer les ruches et l'oratoire de son ermitage abandonné et de préserver l'endroit de la destruction soit par les touristes, soit par les moutons.".
En février 2019, l'île est mise en vente pour 1,25 million d'euros par Spencer Auctioneers.

#### Études historiques
- (en) Georgina Scally, High Island (Ardoileán), Co. Galway. : Excavation of an Early Medieval Monastery, Dublin, Wordwell, 2014 (ISBN 9781406428285).
- (en) Michael Herity, « The Hermitage on Ardoileán, Co Galway », Journal of the Royal Society of the Antiquaries of Ireland, no 120,‎ 1990, p. 65–101.
- (en) R.A.S. Macalister, « The Antiquities of Ard Oilean, Co. Galway », Journal of the Royal Society of the Antiquaries of Ireland, no 26,‎ 1986, p. 196–210.

#### Poésie
- Richard Murphy, High Island. Faber, 1974.
- Richard Murphy, High Island: New and Selected Poems. Harper and Row, 1975.